# Amor líquido
El término amor líquido alude a un concepto creado por el sociólogo polaco Zygmunt Bauman, desarrollado en su obra homónima para describir el tipo de relaciones interpersonales que se desarrollan en la posmodernidad. Éstas, según el autor, están caracterizadas por la falta de solidez, calidez y por una tendencia a ser cada vez más fugaces, superficiales, etéreas y con menor compromiso. Aunque el concepto suela usarse para las relaciones basadas en el amor romántico, Bauman también desarrolla el concepto para hablar en general de la liquidez del amor al prójimo.

## Desarrollo del concepto
Bauman explica cómo en las sociedades del capitalismo avanzado aparecen algunas tendencias que afectan a cómo se entienden las relaciones personales. La tendencia al individualismo hace ver las relaciones fuertes como un peligro para los valores de autonomía personal. A esto se une la generalización de la ideología consumista que provoca la mercantilización de varios ámbitos de la vida. En este sentido, el resto de personas empieza a verse como mercancías para satisfacer alguna necesidad, y el amor se convierte en una suerte de consumo mutuo, guiado por la racionalidad economicista, donde el ethos económico invade las relaciones personales.
En este contexto, los vínculos afectivos estables se convierten en una hipoteca. La idea del matrimonio católico, el hasta que la muerte nos separe, deviene un plazo inasumible en una sociedad marcada por el eterno presente y el usar y tirar de la sociedad de consumo.[cita requerida]

Vivir juntos – por ejemplo— adquiere el atractivo del que carecen los vínculos de afinidad. Sus intenciones son modestas, no se hacen promesas, y las declaraciones, cuando existen, no son solemnes, ni están acompañadas por música de cuerda ni manos enlazadas. Casi nunca hay una congregación como testigo y tampoco ningún plenipotenciario del cielo para consagrar la unión. Uno pide menos, se conforma con menos y, por lo tanto, hay una hipoteca menor para pagar, y el plazo del pago es menos desalentador.
Z. Bauman (2005)

Para Bauman, las relaciones por Internet se convierten en el modelo que se exporta al resto de relaciones de la vida real. De hecho, más que relaciones, se buscan conexiones, ya que estas no necesitan implicación ni profundidad. En las conexiones, cada uno decide cuándo y cómo conectarse, y siempre puede pulsar la tecla suprimir.

En una vida de continua emergencia, las relaciones virtuales superan fácilmente lo real. Aunque es ante todo el mundo offline el que impulsa a los jóvenes a estar constantemente en movimiento, tales presiones serían inútiles sin la capacidad electrónica de multiplicar los encuentros interpersonales, lo que les confiere un carácter fugaz, desechable y superficial. Las relaciones virtuales están provistas de las teclas suprimir y spam que protegen de las pesadas consecuencias (sobre todo, la pérdida de tiempo) de la interacción en profundidad.
Z. Bauman (2011:23)

Bauman describe el amor actual como producto de un individualismo exacerbado, que se ha vuelto un juego, un juego de riesgos, moderno, complejo, donde el secreto es no dejar puertas cerradas a las demás relaciones; éstas se consideran conexiones que pueden desconectarse ante cualquier signo de debilidad o aburrimiento, y la única forma de tener al día las relaciones es nunca perder la frescura.

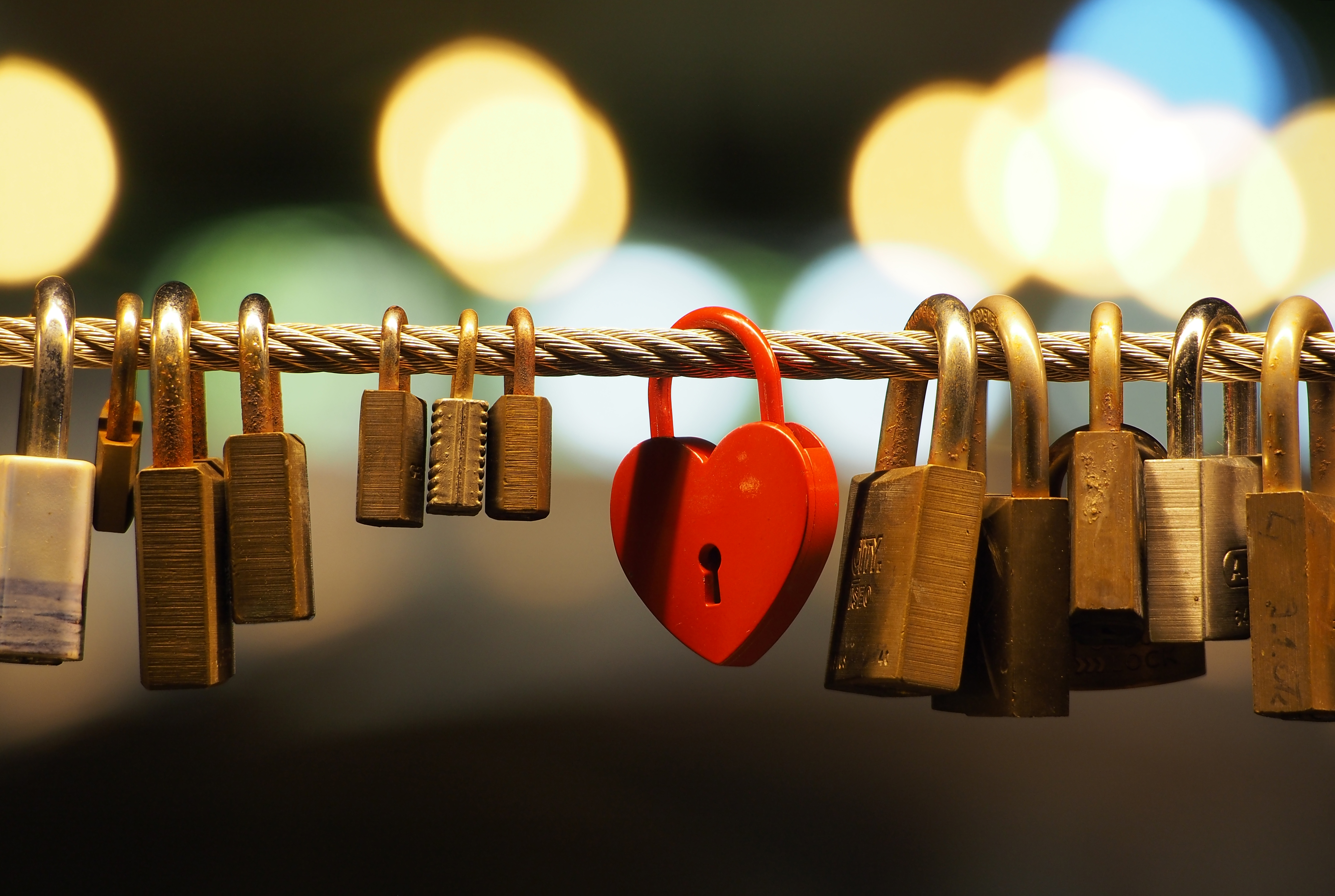
La tendencia al individualismo hace ver las relaciones fuertes como un peligro para los valores de autonomía personal.

El posmodernismo del que habla Bauman es producto de las relaciones capitalistas actuales, donde no existe nada seguro, donde la incertidumbre es el pan de cada día y la única constante es la falta de pertenencia, de filiación, el fin de las ideologías. Este posmodernismo trae como consecuencia el hedonismo. Éste, más que una aberración minoritaria, se convierte en el camino cada vez más transitado, siendo la satisfacción inmediata, el narcisismo y las tendencias banales las características definitorias del individuo actual.
Por ello, el amor se ha vuelto líquido, fluye, cambia constantemente y toma caminos inesperados, de la misma forma en que cambia el individuo. Ya nada es sólido como lo fue en el pasado – al cual Bauman se refiere con valores más firmes y menos volubles.

## Críticas
Enrique Gil Calvo encuadra el concepto dentro del pensamiento débil de los ensayos postmodernos -que él denomina, irónicamente, ensayismo líquido- considerando que la obra de Bauman no crea conceptos originales, sino que recicla viejas teorías con un objetivo comercial.
Desde los estudios de género se ha hecho una crítica al concepto por no hacer un análisis de las diferentes formas de entender el amor que históricamente han tenido hombres y mujeres. En este sentido, autores como Matamoros sostienen que tradicionalmente las mujeres amaban sólido, mientras que los hombres amaban líquido. Por ello, propone replantear las tesis de Bauman en términos de ¿por qué ahora las mujeres también aman líquido?. Una posible respuesta sería que una premisa para poder amar líquido es el tener una independencia personal tal que pueda llevar a plantearse el amor como una amenaza a esta. El sistema en que se rige la sociedad actualmente ha provocado que, mientras que históricamente los hombres siempre han podido concebir así las relaciones, para las mujeres esto solo ha sido posible en las últimas décadas.